# Mark Strickson
Mark Strickson (6 de abril de 1959) es un productor y actor británico más conocido por su papel de Vislor Turlough en la serie de televisión Doctor Who.

## Carrera
Strickson nació en Stratford-upon-Avon, Inglaterra. Asistió a la King Edward VI Grammar School en su pueblo natal, y también cantó en el coro de la iglesia de la Santa Trinidad (Iglesia de Shakespeare), donde su padre John Strickson era organista y director del coro. Estudió arte dramático en RADA en Londres. Después de abandonar Doctor Who, Strickson emigró a Australia, donde estudió zoología en la Universidad de Nueva Inglaterra, en Armidale. En la actualidad vive en Dunedin, Nueva Zelanda.
Como actor, apareció en la serie médica de la BBC Angels, antes de conseguir su papel en Doctor Who, donde estuvo dos años. También interpretó al joven Ebenezer Scrooge en la versión de 1984 de Cuento de Navidad.
Actualmente, Strickson es productor y director de documentales, especialmente de vida salvaje. Ha producido programas para, entre otros, Discovery Channel, BBC, ITV, Channel 4 y Animal Planet. Lanzó a la fama a Steve Irwin con programas como The Ten Deadliest Snakes in the World.
Strickson estuvo presente en las celebraciones del 20 aniversario de Doctor Who en Longleat en 1983 con otros muchos miembros del reparto y equipo de la serie. Ha vuelto a interpretar a Turlough en los audiodramáticos de Doctor Who de Big Finish Productions, y ha hecho entrevistas y grabación de comentarios para los lanzamientos en DVD de sus muchos seriales de la serie.